# NGC 3642

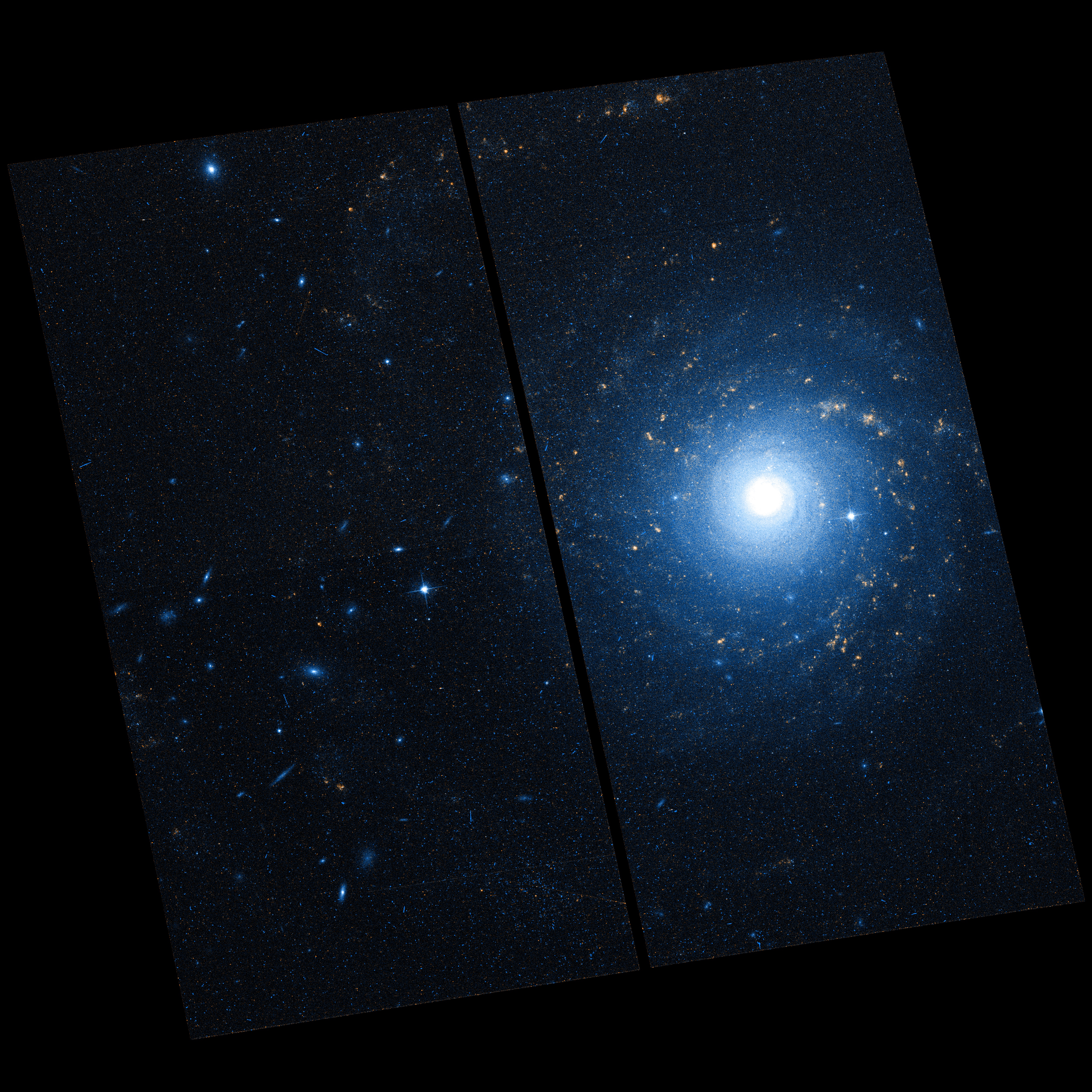
صورة التقطها تلسكوب هابل الفضائي للمجرة إن جي سي 3642

مجرة إن جي سي 3642  (بالإنجليزية: NGC 3642) هي مجرة حلزونية من نوع Typ Sbc وتقع في كوكبة الدب الأكبر . يبلغ اتساع تلك المجرة 8و1 دقيقة قوسية في [[5و1 دقيقة قوسية ، ويبلغ سطوعها الظاهري 8و10 قدر ظاهري . اكتشفها العالم الفلكي الألماني ويليام هرشل عام 1790 .

## Weblinks
- SIMBAD Query
- SEDS
- NASA/IPAC Extragalactic Database

## اقراء أيضا
- سديم الفراشة
- إن جي سي 2516
- إن جي سي
- سديم الجمجمة
- إن جي سي 6293